# سابرينا ساليرنو
سابرينا ساليرنو (بالإيطالية: Sabrina Salerno)‏ مواليد 15 مارس 1968 في جنوة، إيطاليا، هي مغنية وعارضة أزياء وممثلة وكاتبة غنائية إيطالية بدأت مسيرتها الفنية عام 1986.

## فيلموغرافيا
| عام  | عنوان                                                |
| ---- | ---------------------------------------------------- |
| 1986 | Ferragosto O.K. (TV-movie) as Guendalina             |
| 1986 | Professione vacanze (TV-series) as Mia Star          |
| 1986 | Grandi magazzini                                     |
| 1987 | Delirium: Photo of Gioia ‏                            |
| 1987 | Tutti in palestra                                    |
| 1988 | Festa di Capodanno (mini-series)                     |
| 1989 | Fratelli d'Italia ‏ as Michela Sauli                  |
| 1998 | Jolly Blu as Annabella                               |
| 1998 | Tutti gli uomini sono uguali (TV-sitcom) as Vittoria |
| 2005 | Colori                                               |
| 2006 | Film D as Sara                                       |
| 2012 | Stars 80 as herself                                  |

## وصلات خارجية
- سابرينا ساليرنو على موقع IMDb (الإنجليزية)
- سابرينا ساليرنو على موقع ميتاكريتيك (الإنجليزية)
- سابرينا ساليرنو على موقع روتن توميتوز (الإنجليزية)
- سابرينا ساليرنو على موقع ألو سيني (الفرنسية)
- سابرينا ساليرنو على موقع ميوزك برينز (الإنجليزية)
- سابرينا ساليرنو على موقع أول موفي (الإنجليزية)
- سابرينا ساليرنو على موقع أول ميوزيك (الإنجليزية)
- سابرينا ساليرنو على موقع ديسكوغز (الإنجليزية)
- سابرينا ساليرنو على موقع ديسكوغز (الإنجليزية)
- سابرينا ساليرنو على موقع قاعدة بيانات الفيلم (الإنجليزية)

- الموقع الإلكتروني